# Devesa de Saga
La Devesa de Saga és una de les tres urbanitzacions del municipi de Ger, al nord de Saga, en direcció al poble de Ger i és pràcticament connectada a aquest nucli.
Té una població de 8 habitants empadronats i la resta són segones residències. El seu nom prové del fet que era una devesa, lloc de pastura tradicional de boscos aclarits d'arbres, aquí principalment freixes i verns.